# Chris Oliver (Pokerspieler)
Christopher „Chris“ Oliver (* 21. April 1989) ist ein professioneller US-amerikanischer Pokerspieler, der hauptsächlich online spielt. Er führte für insgesamt 16 Wochen die Onlinepoker-Weltrangliste an.

## Pokerkarriere

### Online
Oliver spielt seit April 2007 Onlinepoker. Er nutzt auf PokerStars den Nickname ImDaNuts, spielt bei partypoker als thenut21 und bei GGPoker sowie Natural8 unter seinem echten Namen. Auf anderen Plattformen spielte er ehemals als gettin daize (Full Tilt Poker), gettindaizey (UltimateBet), gettheree (BlackChip), husshuss21 (bwin) und wedabest21 (Lock Poker). Seine Online-Turniergewinne belaufen sich auf über 18 Millionen US-Dollar, womit er zu den erfolgreichsten Onlineturnierspielern zählt. Den Großteil von über 11,5 Millionen US-Dollar erspielte sich der Amerikaner bei PokerStars, wo er zwei Turniere der World Championship of Online Poker und ein Event der Spring Championship of Online Poker gewann. Vom 18. August bis 23. November 2010 stand Oliver erstmals für 14 Wochen auf Platz eins des PokerStake-Rankings, das die erfolgreichsten Onlinepoker-Turnierspieler weltweit listet. Vom 8. bis 21. Dezember 2010 hatte er die Position erneut für 2 Wochen inne.
Bei der von Juli bis September 2020 aufgrund der COVID-19-Pandemie auf GGPoker ausgespielten World Series of Poker Online erzielte Oliver 9 Geldplatzierungen. Dabei belegte er bei den Super Million$ den mit knapp 550.000 US-Dollar dotierten vierten Platz, was sein bisher höchstes Online-Preisgeld darstellt.

### Live
Seine erste Geldplatzierung bei einem Live-Turnier erzielte Oliver im Juni 2010 bei der World Series of Poker (WSOP) im Rio All-Suite Hotel and Casino am Las Vegas Strip, an der er mit seinen 21 Jahren erstmals teilnehmen durfte. Dort kam bei einem Turnier der Variante No Limit Hold’em in die Geldränge. Beim Main Event des PokerStars Caribbean Adventures (PCA) auf den Bahamas belegte der Amerikaner Mitte Januar 2011 den zweiten Platz hinter Galen Hall und sicherte sich sein bisher mit Abstand höchstes Preisgeld von 1,8 Millionen US-Dollar. Ende Juni 2012 wurde Oliver bei einem High-Roller-Event im Palazzo am Las Vegas Strip ebenfalls Zweiter und erhielt knapp 80.000 US-Dollar. Beim PCA gewann er im Januar 2016 sein erstes und bisher einziges Live-Turnier.
Insgesamt hat sich Oliver mit Poker bei Live-Turnieren knapp 2 Millionen US-Dollar erspielt.